# Супутній струмінь

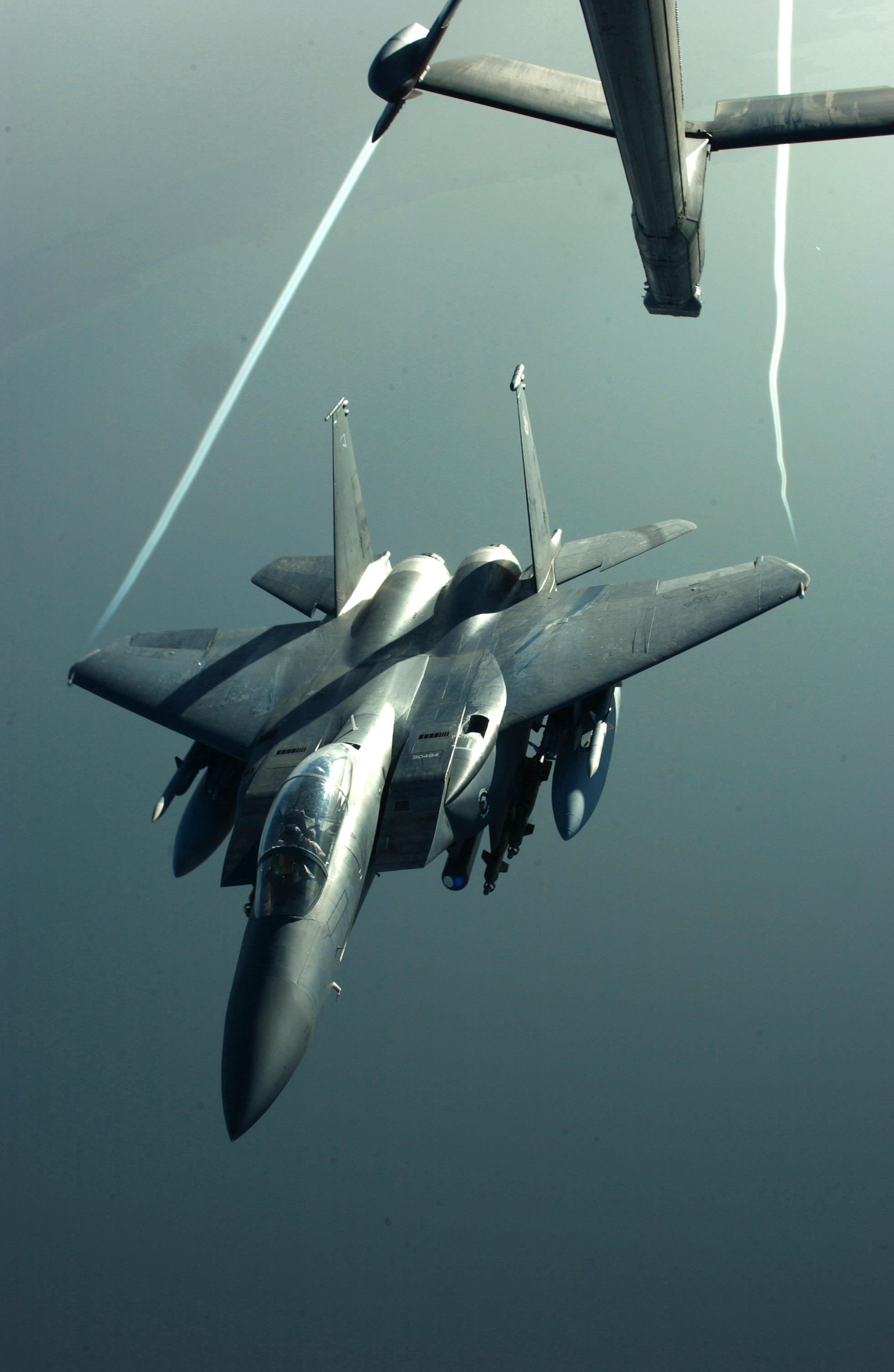
Супутній струмінь від винищувача-бомбардувальника McDonnell Douglas F-15E Strike Eagle, що закінчує дозаправлення

Супутній струмінь (супутній слід) — це повітряна течія у вигляді вихорів, що зриваються переважно з закінцівок крила літака.
Кожен вихор утворюється через перетікання повітря з області підвищеного тиску (під крилом) в область зниженого тиску (над крилом). Хоча вихори досить швидко загасають (близько 5 хвилин), але все ж за важким літаком вони можуть тягнутися на кілометри. Найсильніші повітряні збурення виникають при зльоті та посадці, коли випущено механізацію крила і воно має найбільшу підіймальну силу (а вихори повітря за літаком, що пролетів по глісаді, через деякий час можна почути).
Потрапляння в супутній слід, через високу турбулентність повітряних мас, викликає сильну бовтанку, аж до повної втрати керованості. Відомо чимало авіакатастроф, які сталися через випадкове потрапляння в супутній слід і неможливість відновити керування літаком. Саме тому військові літаки, що працюють у парі (групою), ніколи не летять один за одним, а тільки пеленгом. З іншого боку, при виконанні координованого (тобто геометрично правильного) розвороту на 360°, при точному розвороті по завершенні літак має «струснути», що свідчить про потрапляння у власний супутній слід.
Авіадиспетчери враховують наявність супутнього сліду при організації злетів і посадок, і з урахуванням фактичних метеоумов витримують інтервали, достатні для розсіювання або знесення вітром збуреного повітря із зони глісади. Останнім часом для контролю супутних струменів у зоні глісади починають застосовувати лідари.
Для зменшення втрат енергії на утворення супутнього струменя на кінцях крил деяких літаків встановлюються спеціальні закінцівки, які нагадують невеличкі «крильця» — аеродинамічні гребені (вінглети), розташовані вертикально або похило. Установка цих елементів дозволяє збільшити підіймальну силу крила і знизити витрати палива. Мінусом є зменшена стійкість до бічного вітру.

## Приклади аварій
- 30 січня 1958 року сталась катастрофа Ту-16, що належав ВПС Тихоокеанського флоту Росії. Виконувалося навчальне перехоплення винищувачами бомбардувальника. За словами пілотів винищувачів, Ту-16 несподівано звалився на крило і пішов вниз. Ймовірно, що літак потрапив у повітряний струмінь від літака МіГ-17. Екіпаж загинув. Уламки літака виявлено в Японському морі влітку 2017 року.
- 16 квітня 1986 року, внаслідок попадання в супутній струмінь літак Як-38У, зірвався в штопор. Спроби вивести з нього літак до успіху не привели. Льотчики успішно катапультувалися. Літак зіткнувся з землею і зруйнувався.

## Галерея

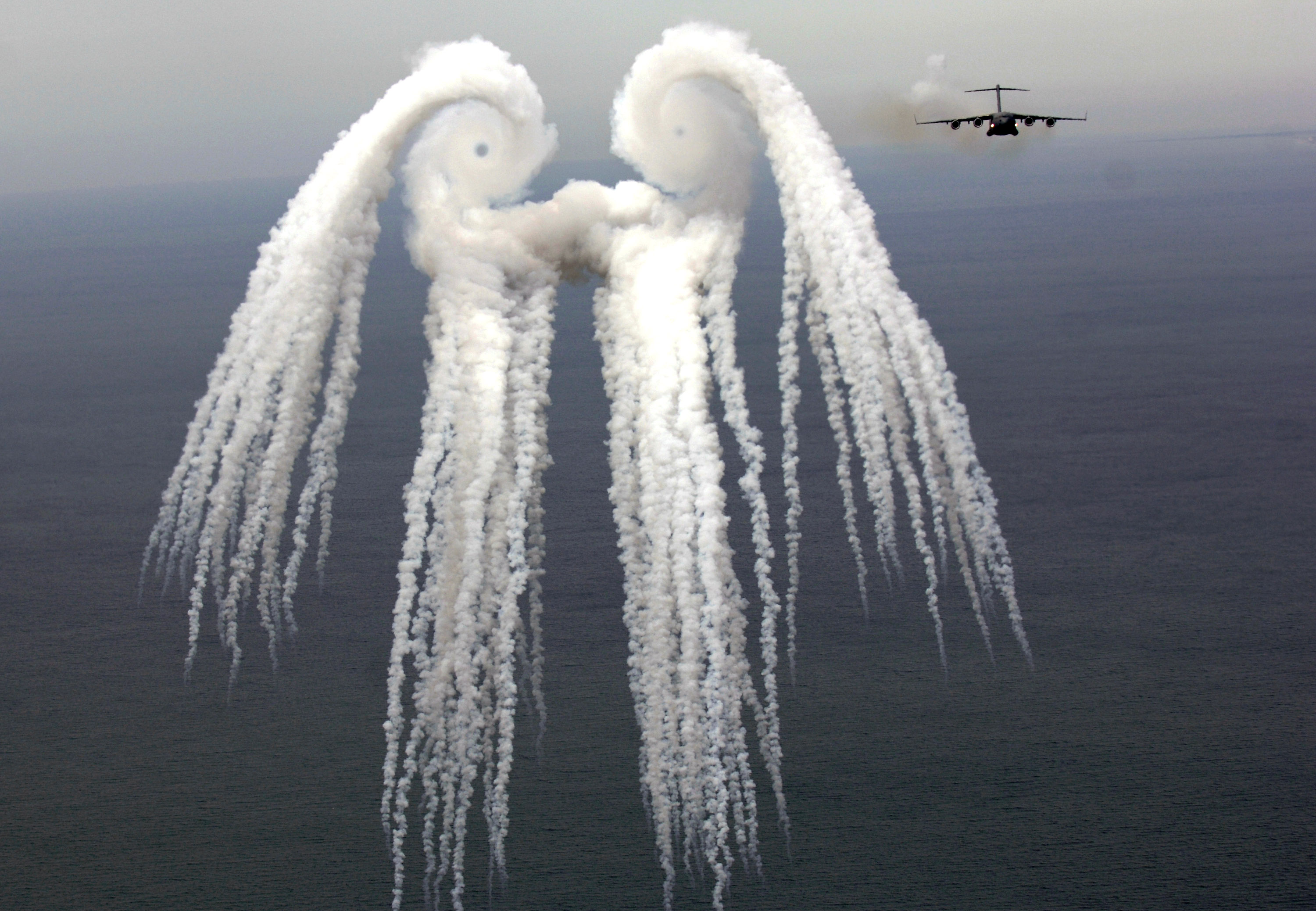
Добре видимий супутній слід за військово-транспортним літаком C17, залповий відстріл теплових пасток
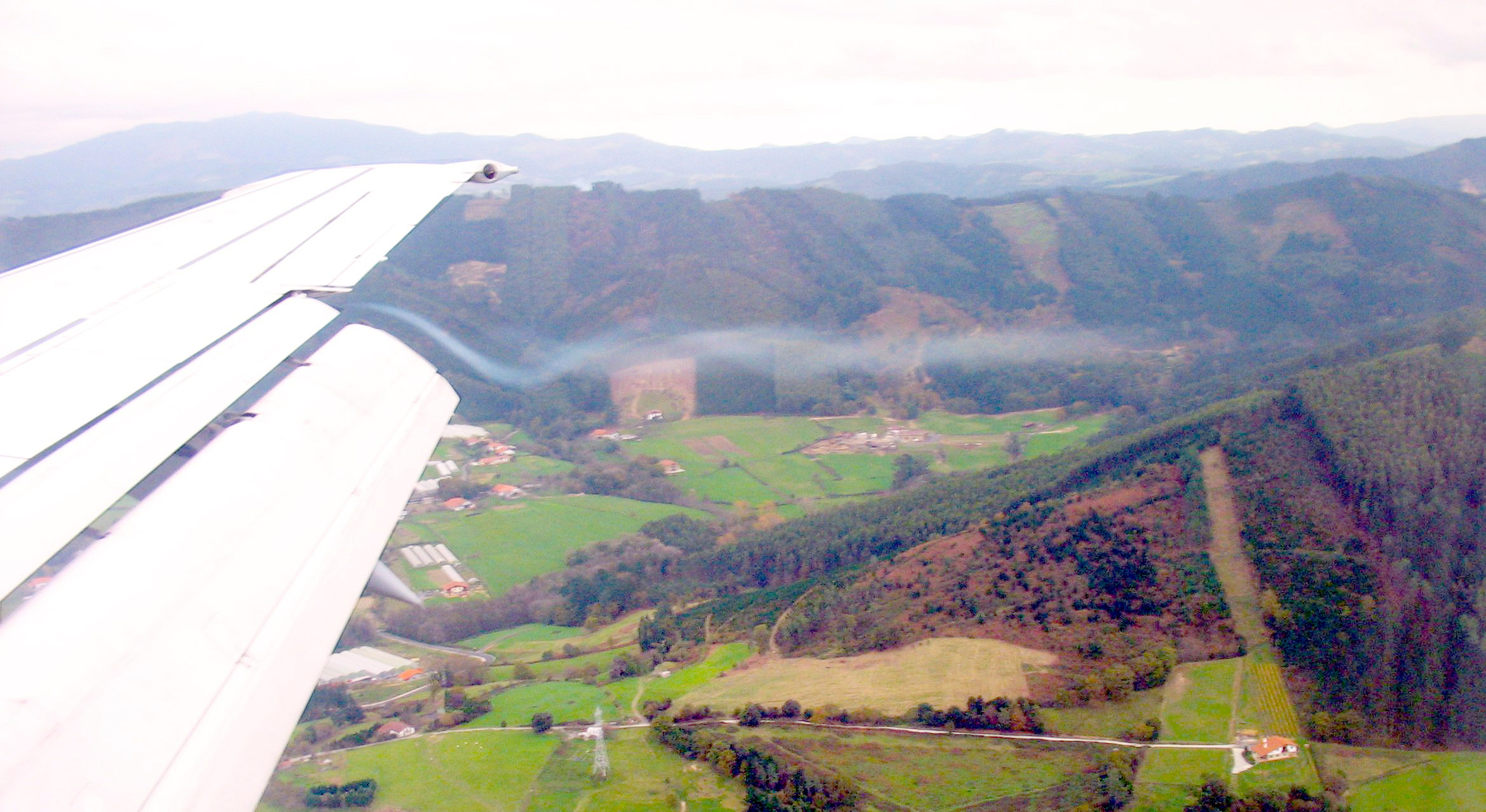
Завихрення на закрилку комерційного лайнера
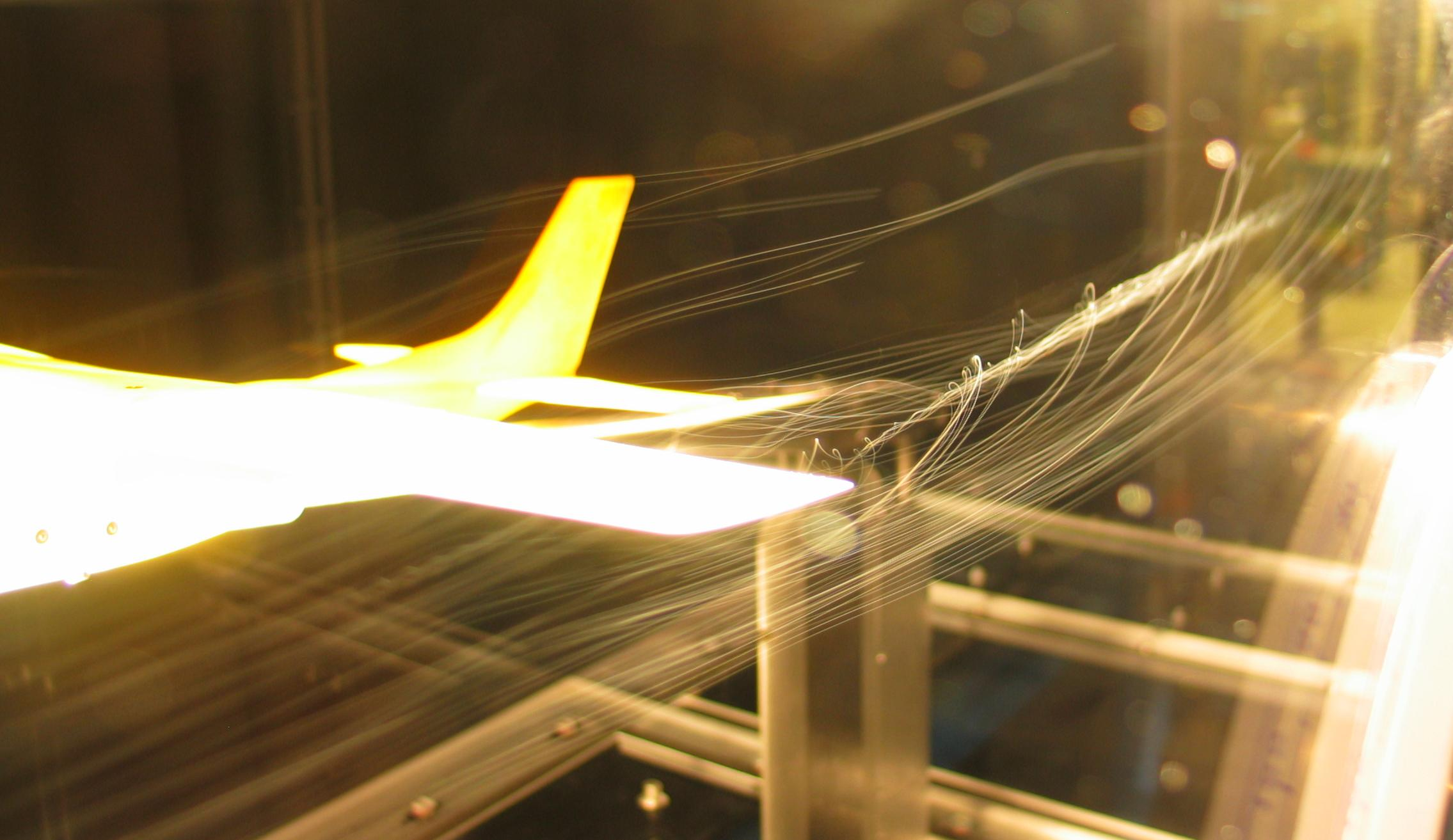
Супутній струмінь Cessna 182 в аеродинамічній трубі
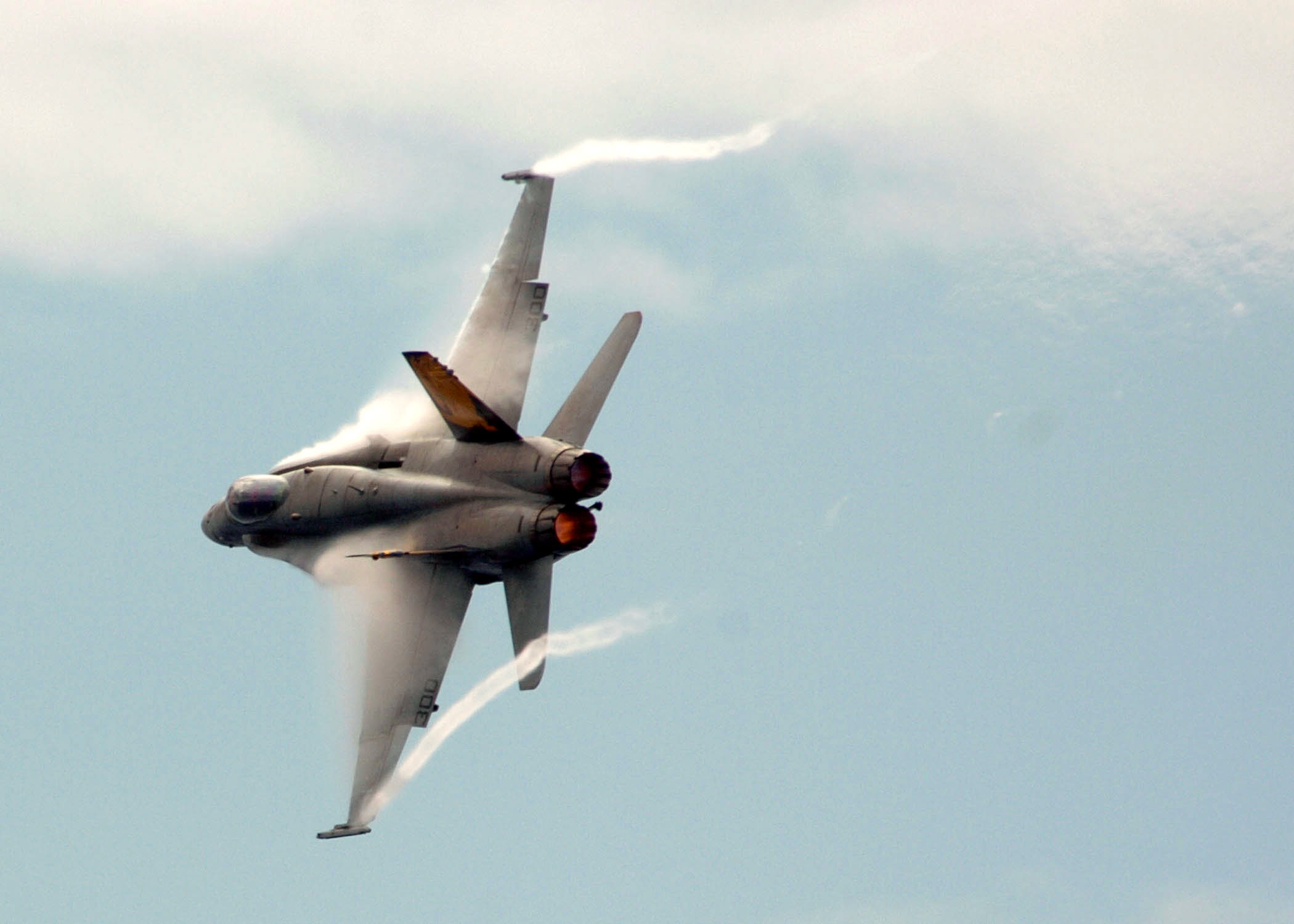
Завихрення з напливу крил McDonnell Douglas F/A-18 Hornet
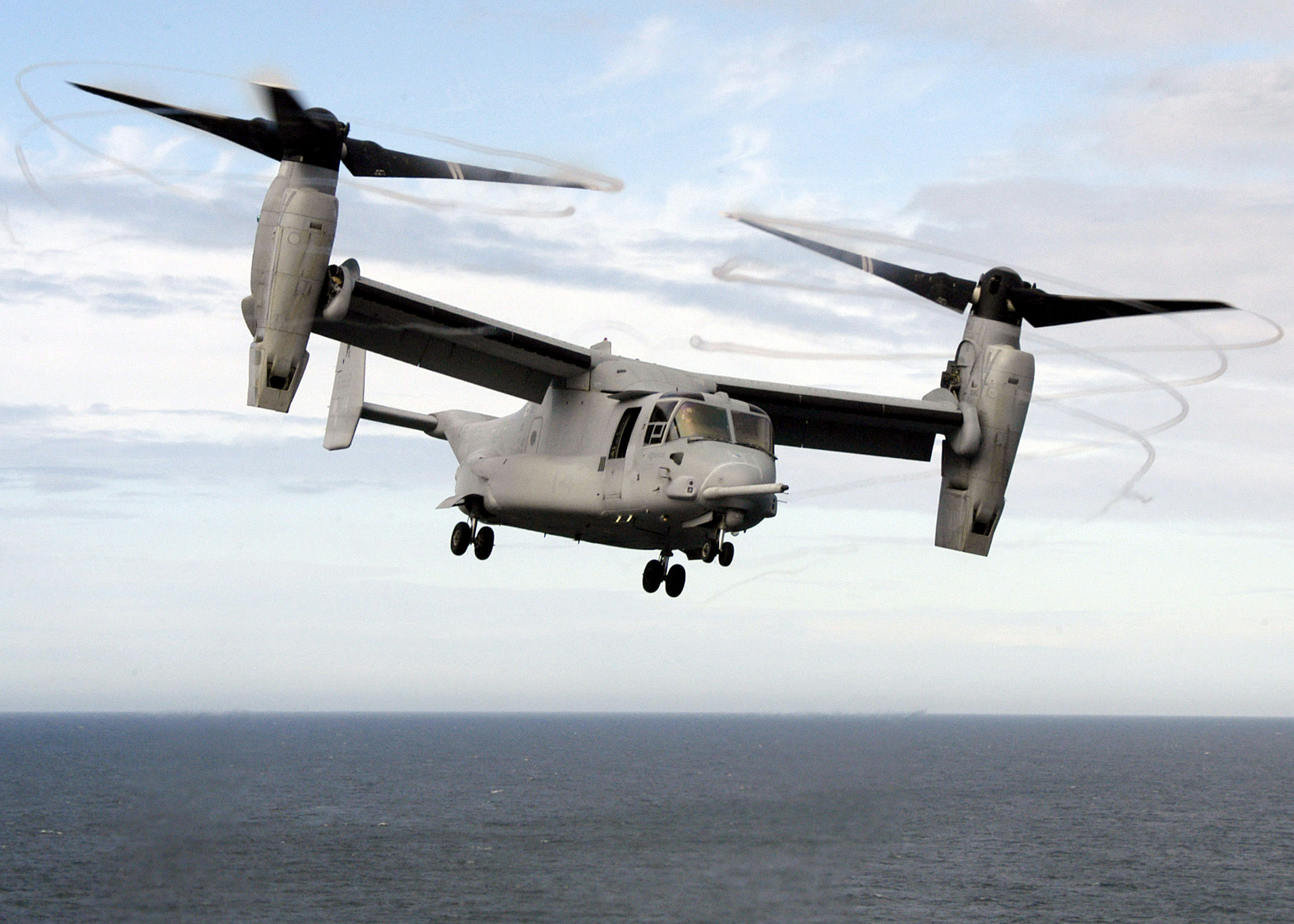
Гвинтові рушії конвертоплана Bell V-22 Osprey утворюють зону підвищеного тиску і створюють видимі завихрення

## Ресурси Інтернету
- Вікісховище має мультимедійні дані за темою: Супутній струмінь
- Video from NASA's Dryden Flight Research Center tests on wingtip vortices:
  - C-5 Galaxy: 
  - Lockheed L-1011:
- Wingtip Vortices during a landing на YouTube